# Oleg Ivanov
Oleg Aleksandrovitsj Ivanov (Russisch: Олег Александрович Иванов) (Moskou, 4 augustus 1986) is een Russisch voetballer die bij voorkeur op het middenveld speelt. Hij verruilde in 2011 Krylja Sovetov Samara voor FK Rostov. Daarna streek Ivanov neer bij Terek Grozny, waarvoor hij in zijn eerste vijf seizoenen bij de club 120 competitiewedstrijden speelde en negen doelpunten maakte.
Ivanovs profloopbaan begon in 2004 bij Spartak Moskou, waar hij doorstootte vanuit de jeugdopleiding. Vanaf 2005 kwam hij uit voor FK Chimki en vanaf 2006 voor FK Koeban Krasnodar. Ivanov maakte deel uit van de selectie van het Russisch voetbalelftal voor het EK 2008, maar kwam niet in actie. Zeven jaar later keerde hij onder bondscoach Leonid Sloetski terug in de selectie. Op 21 mei 2016 werd Ivanov opgenomen in de Russische selectie voor het Europees kampioenschap voetbal 2016 in Frankrijk. Daar werd de selectie onder leiding van bondscoach Leonid Sloetski in de groepsfase uitgeschakeld na een gelijkspel tegen Engeland (1–1) en nederlagen tegen Slowakije (1–2) en Wales (0–3). Ivanov kwam tijdens de drie groepsduels niet in actie.
1 Akinfejev ·
2 Vasili Berezoetski ·
3 Janbajev ·
4 Ignasjevitsj ·
5 Aleksej Berezoetski ·
6 Adamov ·
7 Torbinski ·
8 Kolodin ·
9 Sajenko ·
10 Arsjavin ·
11 Semak  ·
12 Gaboelov ·
13 Ivanov ·
14 Sjirokov ·
15 Biljaletdinov ·
16 Malafejev ·
17 Zyrjanov ·
18 Zjirkov ·
19 Pavljoetsjenko ·
20 Semsjov ·
21 Sytsjov ·
22 Anjoekov ·
23 Bystrov ·
Coach: Hiddink
1 Akinfejev ·
2 Sjisjkin ·
3 Smolnikov ·
4 Ignasjevitsj ·
5 Neustädter ·
6 Aleksej Berezoetski ·
7 Joesoepov ·
8 Gloesjakov ·
9 Kokorin ·
10 Smolov ·
11 Mamajev ·
12 Lodygin ·
13 Golovin ·
14 Vasili Berezoetski ·
15 Sjirokov  ·
16 Guilherme Marinato ·
17 Sjatov ·
18 Ivanov ·
19 Samedov ·
20 Torbinski ·
21 Sjtsjennikov ·
22 Dzjoeba ·
23 Kombarov ·
Coach: Sloetski